# Одна дівчина на двох
«Одна дівчина на двох» — французько-німецький кінофільм режисера Клода Шаброля, що вийшов на екрани в 2007 році.

## Зміст
Героїня фільму, ведуча прогнозу погоди на ТБ Габріель Аврора Донеж, закохавшись в старого письменника, який не готовий розділити її почуття до кінця і розлучитися з дружиною, пускається берега. Дівчина мститься йому шлюбом з молодим неврівноваженим і багатим однолітком. З гумором і цікавістю до своїх героїв Клод Шаброль розповідає чудову історію про фатальну любов та її чарівні здібності все руйнувати.

## Ролі
| Актор           | Роль                  |
| --------------- | --------------------- |
| Людівін Саньє   | Габрієль Аврора Донеж |
| Бенуа Мажимель  | -                     |
| Франсуа Берлеан | -                     |
| Матильда Мей    | -                     |
| Каролін Сіол    | -                     |
| Марі Бюнель     | -                     |
| Валерія Каваллі | -                     |
| Етьєн Шико      | -                     |
| Едуард Баер     | -                     |
| Жан-Марі Вінлін | -                     |

## Знімальна група
- Режисер — Клод Шаброль
- Сценарист — Сесіль Метр, Клод Шаброль
- Продюсер — Патрік Годо
- Композитор — Матьє Шаброль